# Antiokheiai Szent Margit legendája

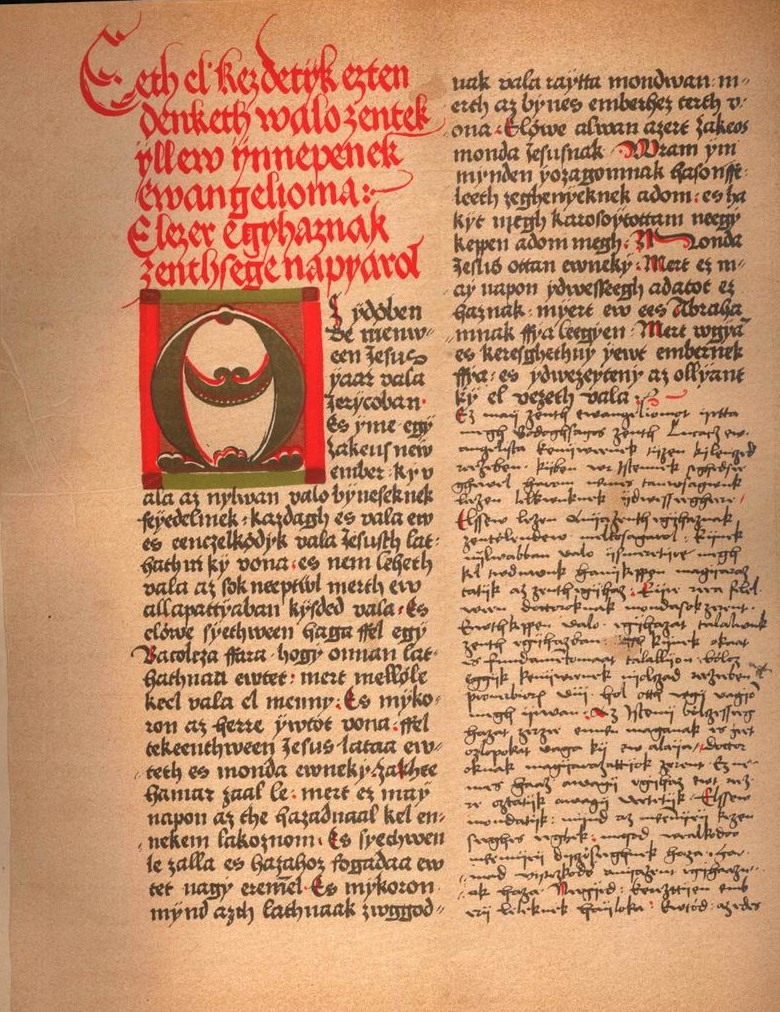
Egy oldal az Érdy-kódexből

Antiokheiai Szent Margit legendája; az Érdy-kódexben, a Kazinczy-kódexbenés a Cornides-kódexben olvasható magyar nyelvű legenda. Az első kettő forrása a Legenda aurea, az utolsóé Paratus. Cselekménye: az előkelő családból származó Margitot feleségül akarja venni Olybrius helytartó, s hogy célját elérje, ördögi eszközök felhasználásától sem riad vissza. Margit végig ellenáll, megőrzi szüzességét és keresztény hitét, Olybrius ezért megöleti. A legenda Európa-szerte számos verses és prózai feldolgozásban ismeretes.